# Homoľské Karpaty (geomorfologická část)
Homoľské Karpaty  je geomorfologická část Pezinských Karpat, podcelku Malých Karpat.  Leží v jižní polovině podcelku a zabírají území od Bratislavy po Doľany. 

## Polohopis
Území se nachází v jihozápadní polovině Malých Karpat a zabírá celou jižní část podcelku Pezinské Karpaty. Tvoří jej hornaté území, které dosahuje na Velkej homoli výšku (709 m n. m.). Rozkládá se od okraje Bratislavy na jihu, po Dolanskou dolinu, přičemž na jihovýchodním okraji leží také města Modra a Pezinok. V rámci pohoří sousedí na severu Smolenickou vrchovinou, Bielymi horami a Kuchynskou hornatinou, na západě se Stupavským predhoriem, vše geomorfologickými částmi Pezinských Karpat. Západní okraj vymezuje Podmalokarpatská sníženina, geomorfologický podcelek Borské nížiny. Jihozápadním směrem pokračují Devínské Karpaty a jejich části Lamačská brána a Bratislavské predhorie. Jihovýchodní okraj lemuje Podunajská rovina, její část Šúr a Podmalokarpatská pahorkatina, patřící do Podunajské pahorkatiny. 
Západní část Pezinských Karpat odvádí vodu do Borské nížiny, která patří do povodí Moravy, východně situované oblasti patří do povodí Váhu a Malého Dunaje. Z množství potoků jsou nejvýznamnější Gidra, Stupavský potok a Vydrica.
Sídly na západním okraji území prochází silnice II / 501 ( Lozorno - Plavecký Mikuláš - Jablonica ) a I / 2 ( Malacky - Bratislava ), jihovýchodní okraj lemuje silnice II / 502 ( Smolenice - Pezinok - Bratislava ) a střední částí vede silnice II / 503 ( Malacky - Pernek - Pezinská Baba ). 

## Chráněná území
Celá tato část pohoří je součástí Chráněné krajinné oblasti Malé Karpaty. Z chráněného území jsou vyňaty pouze osídlené okrajové části. Zvláště chráněnými územími jsou zde národní přírodní rezervace Hajduch, přírodní rezervace Jurské jezero, Nad Šenkárkou, Strmina a Zlatá studnička, přírodní památka Limbašská vyvěračka, Rosslerův lom a Tisové skaly a chráněný areál Ssvatojurské hradiště . 

## Turismus
Poloha Pezinských Karpat toto území předurčuje být turisticky atraktivním. Okrajové části zasahují na úpatí pohoří a velká část Homoľských Karpat tvoří tzv. Bratislavský lesní park. Oblast je vybavena hustou sítí značených stezek, do několika lokalit je možný přístup po silnici. Nejznámějšími středisky letní či zimní turistiky je horské sedlo Pezinská Baba s stejnojmenným lyžařským střediskem, lokalita Piesok - Zochova chata, Modra - Harmonie a okolí Kamzíka. Z památek zaujmou hrady Červený Kameň, Biely Kameň a hradiště Neštich.

### Vybrané vrcholy
- Veľká homoľa (709 m n. m.)
- Jelenec 694 m n. m.)
- Kukla (564 m n. m.)
- Zámčisko (468 m n. m.)
- Kamzík (440 m n. m.) [3]

### Značené stezky
- po  červeně značené Štefánikově magistrále, vedoucí od mohyly na bradlech přes sedlo Pezinská Baba k hradu Devín
- po   modře značené trase:
  - z obce Pila kolem Zochovej chaty na rozc. Hubaľová
  - z Dubovej přes vrch Kukla a rozc. Medvedia skala** z Harmonie do lokality Tisové skály
  - z Modry pod Velkou homoli
  - z Pezinku do sedla Pezinská Baba
  - ze Svatého Jura do lokality Košarisko
  - z Rače přes Bílý kříž do Borinka
  - z Krasnian do Marianky
  - z Koliby přes Kamzík  ) k ústředí KST
- po  zeleně značené trase:
  - z hlavního nádraží na Kamzík  )
  - z Limbachu přes Borinka do Rače
  - od obce Vinosady na Velkou homoli
  - z Modry do Harmonie
  - z Časté k hradu Červený Kameň
- po  žlutě značené trase:
  - ze Svatého Jura na rázc. Biely kríž
  - z Lamača na Kamzík  ) [3]